# Площадь 1905 года (Саратов)
Пло́щадь 1905 го́да (до 1925 года Институ́тская) — площадь в Саратове, на которой находится Памятник борцам революции 1905 года, вокруг него сквер. Печально известна гибелью нескольких демонстрантов в 1905 году, в честь чего площадь и получила это название.
Раньше на этой площади был пустырь, по которому шла ветка Рязано-Уральской железной дороги к товарной станции у Ильинской площади. Площадь называлась Институтской по Мариинскому институту благородных девиц, находившемуся неподалёку. 16 декабря 1905 года на площади собралось около 3000 рабочих, этот митинг был разогнан казаками и солдатами, в результате погибло 8 человек и было ранено 24, из которых затем семеро скончались. К 20-летию событий на Площади 1905 года был воздвигнут памятник.
Сквер был создан в 1927—1928 годах и был невелик, а растительность была бедная, невыразительная. В конце 1950-х годов в сквере появились различные цветы, кустарники и сквер стал значительно красивее. Сквер был соединён со сквером по 2-й Садовой улице благодаря сносу ветхих домов. Ныне его площадь составляет почти 3 гектара. В нём произрастает 23 вида деревьев и 13 видов кустарников. Из деревьев присутствует клён остролистный, тополя, конский каштан, ели, березы. Непосредственно у памятника растут два очень больших дуба.

## Фотогалерея
- Памятный знак труженикам тыла в годы войны 1941—1945 гг.